# Nepeke
Nepeke (en cyrillique : Непеке) est un village de Bosnie-Herzégovine. Il est situé dans la municipalité de Velika Kladuša, dans le canton d'Una-Sana et dans la fédération de Bosnie-et-Herzégovine. Selon les premiers résultats du recensement bosnien de 2013, il compte 641 habitants.

## Géographie
Le village est situé dans les faubourgs sud de Velika Kladuša, à la confluence de la rivière Siljkovača et de la Kladušnica, un affluent droit de la Glina.

## Démographie

### Évolution historique de la population dans la localité
| 1948 | 1953 | 1961 | 1971 | 1981 | 1991 | 2013 |
| ---- | ---- | ---- | ---- | ---- | ---- | ---- |
| -    | -    | 459  | 506  | 614  | 740  | 641  |

|  |